# Marie Lumagne
Marie Lumagne ou de Lumague (Paris, 29 novembre 1599 – Paris, 4 septembre 1657) était une philanthrope française du XVIIe siècle.

## Biographie
Elle est la fille du banquier Jean André Lumague et de Marguerite Drouart, fille de Nicolas, commis général des greffes civils et criminels au Châtelet de Paris.
Jeune, elle eut comme directeur de conscience le révérend père Lebrun, un fameux dominicain. Elle entra dans l'ordre des Capucines mais sa santé fragile l'obligea d'en sortir avant d'avoir prononcé ses vœux.
Le 26 août 1617, elle épousa François Pollalion, gentilhomme de Louis XIII. Il fut nommé comme résident de France à Raguse. Enceinte, elle attendit d'accoucher de sa fille Marie, et elle allait rejoindre son mari lorsqu'elle apprit sa mort, se retrouvant veuve à 19 ans.
À la mort de son mari, elle entre dans le tiers-ordre dominicain et prend Vincent de Paul comme directeur spirituel. Elle entre alors au service de Marie de Montpensier, femme de Gaston, duc d'Orléans, comme dame d'honneur et gouvernante des enfants. Elle s’occupe des enfants de son second mariage jusqu'en 1638. Elle fonde vers 1630 dans une maison qu’elle avait à Fontenay (Fontenay-aux-Roses), les Filles de la Providence, un séminaire où « les vierges privées des biens de la Fortune trouvassent un asile assuré pour conserver ceux de la grâce et de la chasteté ». Elle la transporta plus tard à Charonne (Seine).
En 1643, la communauté était constituée par plus de cent filles quand Louis XIII autorisa cette fondation par lettres patentes. 
Elle fonda, en 1652, la Congrégation de l'Union-Chrétienne de Saint-Chaumond dédiée à la conversion des protestantes et qu'il ne faut pas confondre avec le couvent des Nouvelles Catholiques. Vincent de Paul collabora avec Marie Lumague pour rédiger les statuts de l'institution et obtint qu'Anne d'Autriche s'en déclarât la protectrice. Cet institut se consacra rapidement à l’éducation des enfants et des jeunes filles.
Elle érigea à Taverny la chapelle dite de l'« Ecce Homo ».
Elle fut également amie de Louise de Marillac, fondatrice avec Vincent de Paul des Filles de la Charité.
Marie Lumague mourut à Paris le 4 septembre 1657.

## Sources
- « Marie Lumagne », dans Louis-Gabriel Michaud, Biographie universelle ancienne et moderne : histoire par ordre alphabétique de la vie publique et privée de tous les hommes avec la collaboration de plus de 300 savants et littérateurs français ou étrangers, 2e édition, 1843-1865 [détail de l’édition].